# Austin Hamilton
Austin Hamilton (ur. 29 lipca 1997) – szwedzki lekkoatleta specjalizujący się w biegach sprinterskich. Urodził się na Jamajce, zaś w wieku 9 lat przeprowadził się do Szwecji.
Złoty medalista (w sztafecie) mistrzostw Europy juniorów (2015).
W 2017 wywalczył brązowy medal podczas rozgrywanych w Belgradzie halowych mistrzostwach Europy w biegu na 60 metrów.
Medalista halowych mistrzostw Szwecji w lekkoatletyce oraz wielokrotny medalista mistrzostw Szwecji juniorów.

## Osiągnięcia
| Rok  | Impreza                        | Miejsce    | Konkurencja             | Lokata     | Wynik |
| ---- | ------------------------------ | ---------- | ----------------------- | ---------- | ----- |
| 2014 | Mistrzostwa świata juniorów    | Eugene     | bieg na 100 metrów      | półfinał   | 10,64 |
| 2015 | Mistrzostwa Europy juniorów    | Eskilstuna | bieg na 100 metrów      | 5. miejsce | 10,72 |
| 2015 | Mistrzostwa Europy juniorów    | Eskilstuna | sztafeta 4 × 400 metrów | 1. miejsce | 39,73 |
| 2016 | Mistrzostwa świata juniorów    | Bydgoszcz  | bieg na 100 metrów      | półfinał   | 10,47 |
| 2017 | Halowe mistrzostwa Europy      | Belgrad    | bieg na 60 metrów       | 3. miejsce | 6,63  |
| 2017 | Młodzieżowe mistrzostwa Europy | Bydgoszcz  | bieg na 100 metrów      | 6. miejsce | 10,40 |
| 2018 | Halowe mistrzostwa świata      | Birmingham | bieg na 60 metrów       | eliminacje | 7,35  |
| 2019 | Halowe mistrzostwa Europy      | Glasgow    | bieg na 60 metrów       | półfinał   | 6,75  |

## Rekordy życiowe
- Bieg na 60 metrów (hala) – 6,62 (2019)
- Bieg na 100 metrów – 10,34 (2017) / 10,16w (2017)
- Bieg na 200 metrów (stadion) – 21,37 (2015)
- Bieg na 200 metrów (hala) – 21,89 (2016)